# Henri Rochereau

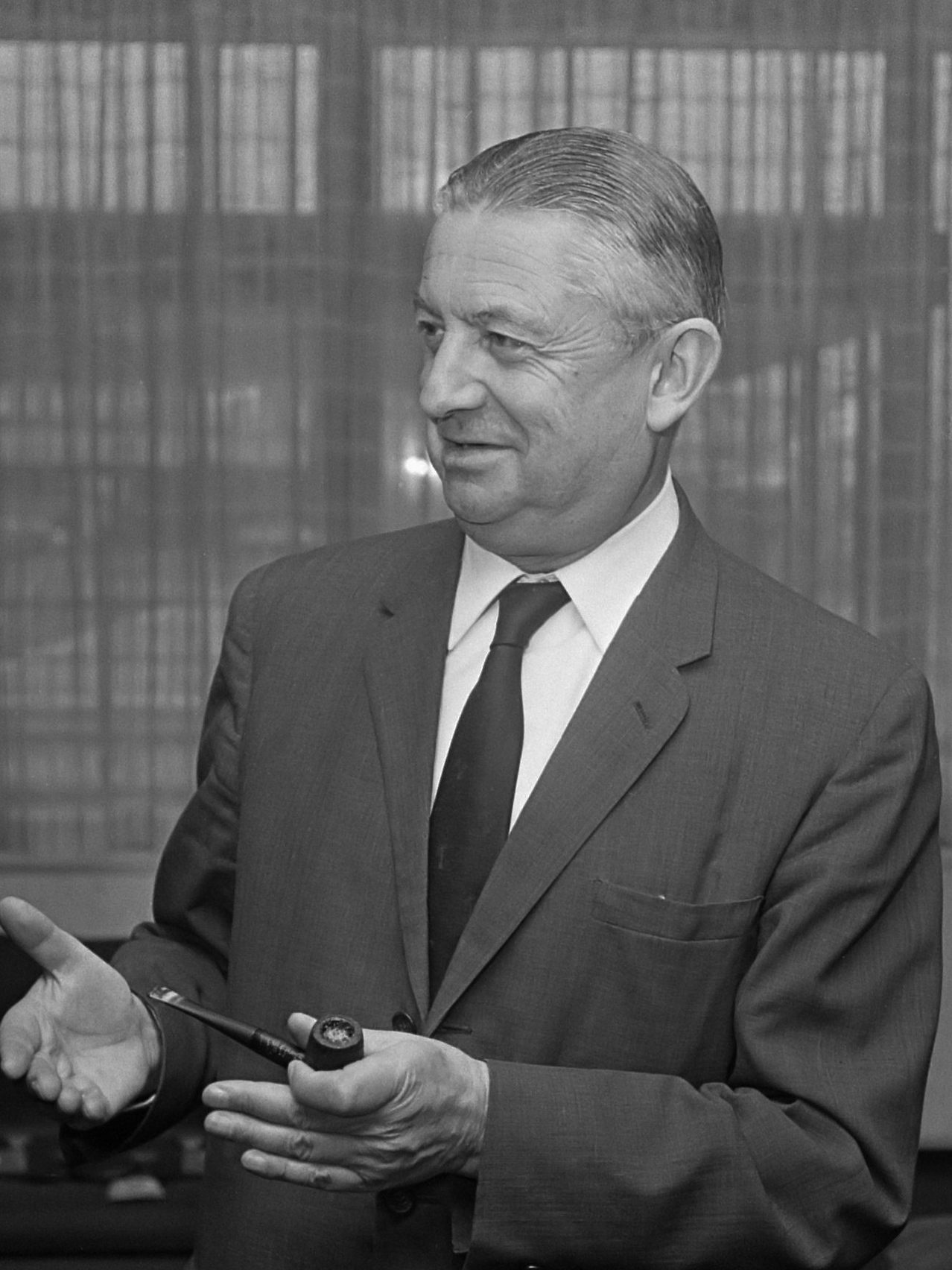
Henri Rochereau (1968)

Henri Rochereau (* 25. März 1908 in Chantonnay; † 25. Januar 1999 in Paris) war ein französischer Politiker. Er war EG-Kommissar.
Von 1949 bis 1959 war er Mitglied im französischen Senat für das Département Vendée und Generalrat für den Kanton Les Essarts. Er war vom 28. Mai 1959 bis zum 24. August 1961 Landwirtschaftsminister in der Regierung unter Michel Debré.
Von 1962 bis 1970 war er Kommissar für Entwicklung und humanitäre Hilfe der Europäischen Wirtschaftsgemeinschaft (bis 1967) und dann der Europäischen Gemeinschaften.
Von 1970 bis 1986 war er Präsident der Assoziation der großen französischen Häfen.